# Querqueville
Querqueville ist eine Ortschaft und eine Commune déléguée in der französischen Gemeinde Cherbourg-en-Cotentin mit 4.957 Einwohnern (Stand 1. Januar 2022) im Département Manche in der Region Normandie.

## Geschichte
Querqueville ist der historisch westlichste Punkt des Festungsgürtels von Cherbourg-en-Cotentin, der im 18. und 19. Jahrhundert errichtet wurde und von den deutschen Besatzern als Teil des Atlantikwalls ausgebaut wurde. Das Fort von 1786, das die Reede von Cherbourg sichern sollte, war zunächst eine Fehlplanung und erhielt erst 1854 endgültig seine Kanonen. Es wurde 2013 an private Investoren verkauft. Der ehemalige Flugplatz von 1925 spielte nach der Landung der Alliierten in der Normande eine wichtige Rolle für deren Nachschub.
Die Gemeinde Querqueville wurde am 1. Januar 2016 mit Cherbourg-Octeville, Équeurdreville-Hainneville, La Glacerie und Tourlaville zur neuen Gemeinde Cherbourg-en-Cotentin zusammengeschlossen.

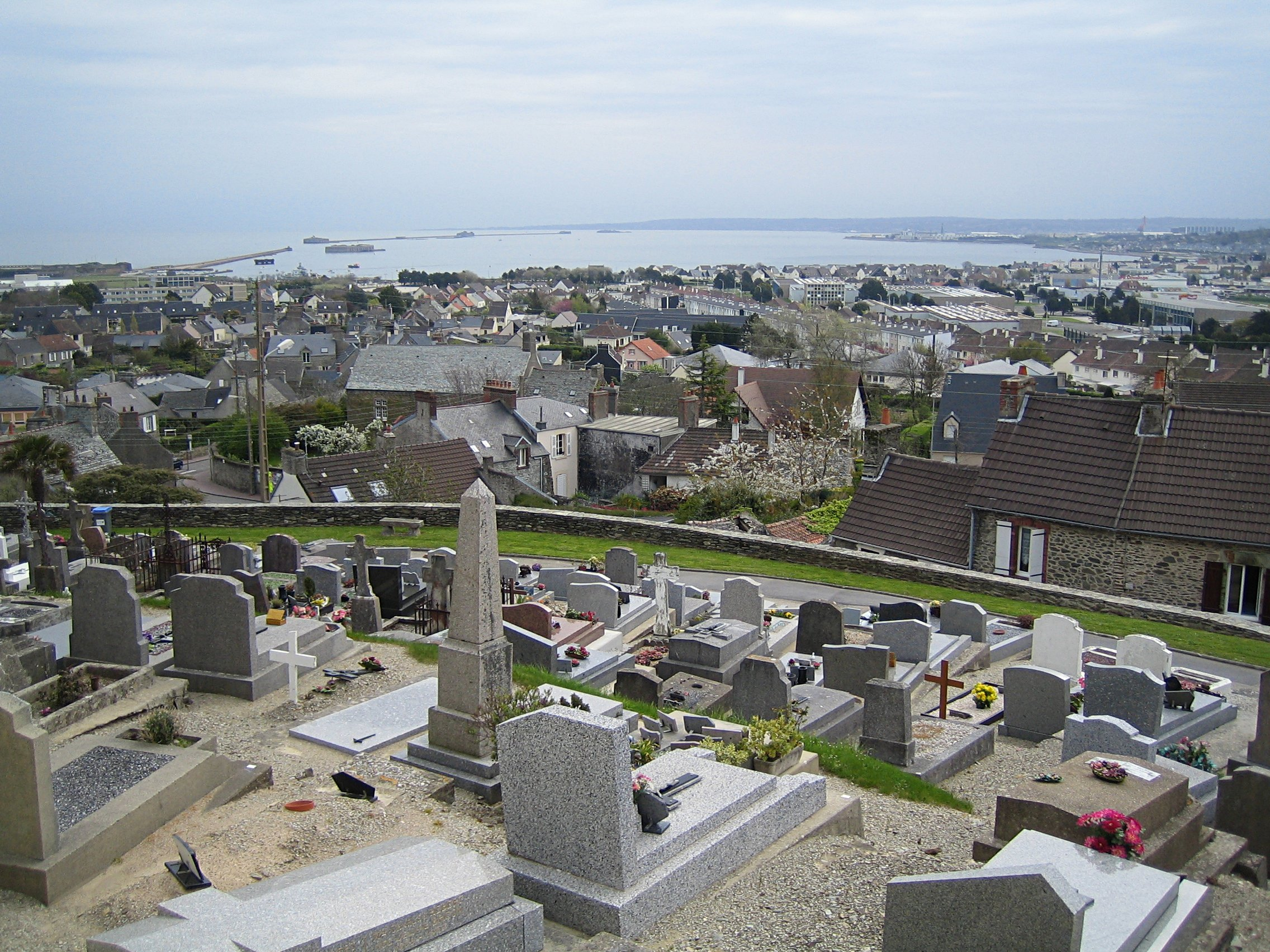
Blick vom Friedhof in Richtung Meer

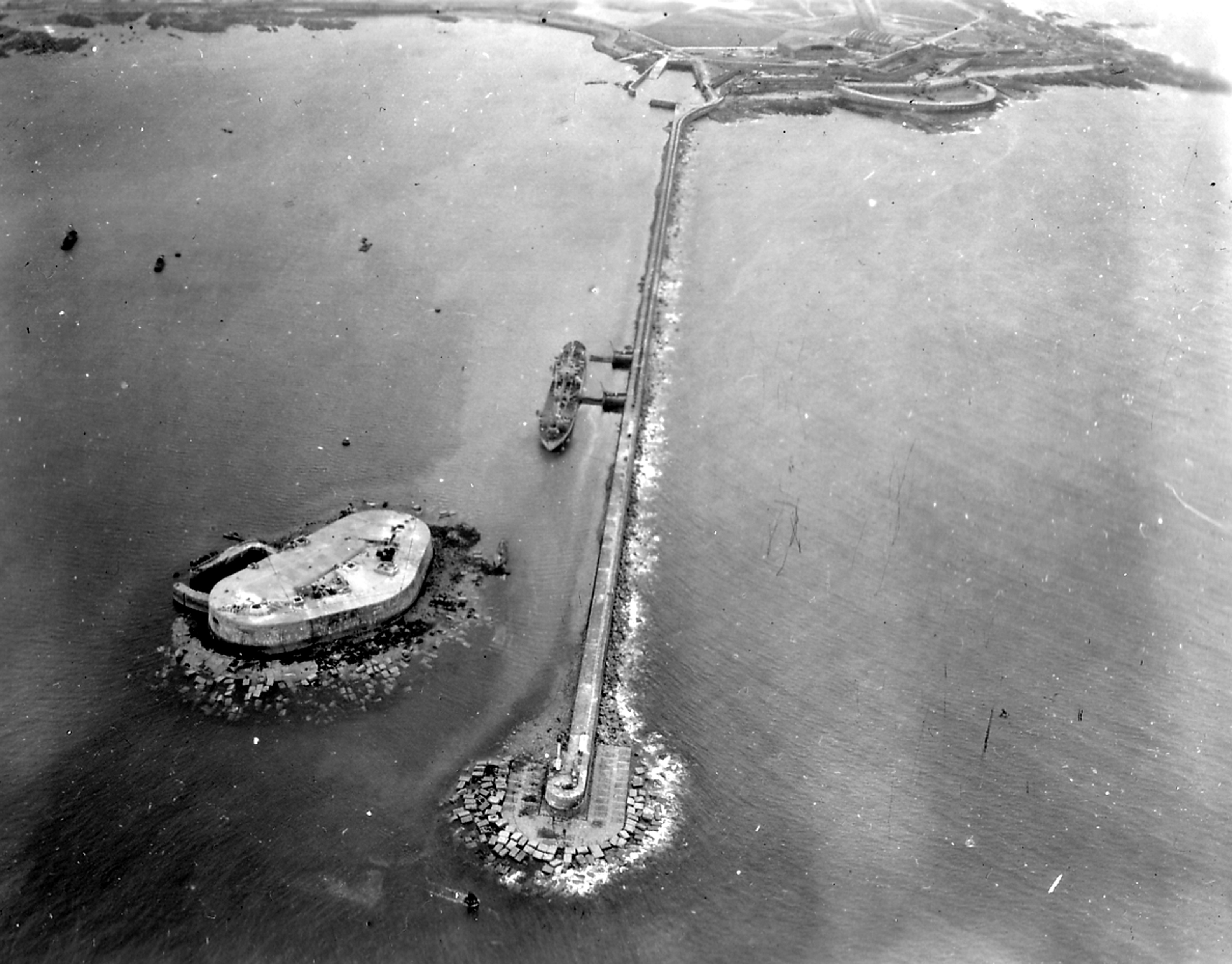
Mole von Querqueville-Chavagnac

Querqueville ist die Partnergemeinde von Allmendingen im deutschen Bundesland Baden-Württemberg. Am Ort der jeweiligen Jumelage sind „Partnerschaftswohnungen“ für gegenseitige Besuche vorhanden.

## Toponymie
Querqueville leitet sich aus der französischen Endung -ville und aus dem Skandinavischen kirkja (vgl. dt. Kirche) ab.

## Sehenswürdigkeiten
Die kleine Kapelle des heiligen Germanus (Chapelle Saint-Germain) wurde in der Zeit zwischen dem 9. und 11. Jahrhundert an der Stelle eines merowingischen Vorgängerbaus errichtet. Sie wird von einem Turm aus dem 17. Jahrhundert überragt. Mit ihrem kleeblattförmigen Grundriss ist die Kirche eines der frühen romanisch-christlichen Zeugnisse auf der Halbinsel Cotentin. Die nahegelegene Pfarrkirche Notre-Dame stammt aus dem 13. Jahrhundert und wurde im 18. Jahrhundert erneuert. Das Château de Querqueville (um 1730) im Louis-XV-Stil dient heute als Rathaus.

## Persönlichkeiten
- Alphonse Allain (* 1924), Dichter im normannischen Dialekt